# Incontri proibiti
Incontri proibiti è un film del 1998 diretto da Alberto Sordi. 
È l'ultima pellicola di Sordi e anche di Franca Faldini, compagna di Totò, tornata su un set dopo oltre quarant'anni di assenza.

## Trama
Armando Andreoli, noto ingegnere di quasi ottant'anni, incontra casualmente Federica, avvenente e giovane infermiera. Da quell'incontro nasce un malinconico innamoramento da parte della ragazza, nel quale l'anziano uomo rimane imprigionato. Dopo una serie di incontri assurdi e al limite del paradosso, Armando, spaventato dalla presenza ormai ossessiva della giovane donna (convinto anche del fatto che lei stia fingendo, in accordo con il fidanzato, perché interessata al suo patrimonio) e consapevole dei quarant'anni di matrimonio con sua moglie, decide di troncare i rapporti con Federica.
Resosi conto però di essersi a sua volta innamorato di lei, va in chiesa dove vede che Federica si sta per sposare con il fidanzato Giorgio. Tornato a casa, viene a sapere che è stato lasciato dalla moglie, andata a Torino dalla sorella, lasciandogli un biglietto dove spiega che non può sopportare che lui si sia innamorato di un'altra e che entrambi hanno bisogno di una pausa di riflessione. Armando, riflettendo sulla situazione, capisce che, nonostante la moglie sia sempre indaffarata con gli aiuti umanitari in Africa (dandogli l'impressione di essersi ormai sentimentalmente disinteressata nei suoi confronti), in realtà è ancora innamorata di lui, soprattutto dopo che lei gli ha confessato che, dopo essere stata a un passo dalla morte per via di una febbre africana, lui è stato il suo unico vero amore.
Anni dopo, riappacificatosi con la moglie, sul treno che lo porterà da lei a Torino, incontrerà Giorgio, l'ex fidanzato di Federica, dal quale verrà a sapere che la ragazza non solo anni prima era scappata lasciandolo all'altare, ma anche che si era poi sposata con il di lui anziano padre. Armando crede che lei l'abbia fatto per denaro, perché sempre convinto che a lei interessassero solo gli uomini ricchi, ma Giorgio invece gli ribadisce che suo padre è sempre stato uno squattrinato, che si è arrangiato nella vita con mille lavori.
Inoltre verrà a sapere che sono partiti insieme su una nave da crociera per i Caraibi (viaggio da lei sempre desiderato), lavorando a bordo come animatori. Da ciò Armando capisce che l'amore che Federica provava per lui era sempre stato sincero, in quanto lei è semplicemente attratta dagli uomini maturi (soprattutto anziani), indipendentemente dallo stato sociale e dalle condizioni economiche. Guardando il finestrino, immaginando Federica che balla il tango a bordo della nave, si mette a ridere, sia perché si è reso conto di essersi sempre sbagliato circa le intenzioni della ragazza, sia perché in fondo, dato che ancora continua a provare qualcosa per lei, è contento che Federica sia finalmente felice.

## Produzione

### Riprese
È stato girato tra Roma, Bologna e Montecelio. La casa di cura è l'Arcispedale di Santo Spirito in Saxia.

## Distribuzione
Il film ha partecipato, fuori concorso, alla 55ª edizione della Mostra del Cinema di Venezia. Nei primi passaggi televisivi venne proposto nella versione rimontata nel 2002 col titolo Sposami papà: in seguito furono ripristinati il montaggio e il titolo originali.